# Francisco de Portella
 (mars 2012).
Si vous disposez d'ouvrages ou d'articles de référence ou si vous connaissez des sites web de qualité traitant du thème abordé ici, merci de compléter l'article en donnant les références utiles à sa vérifiabilité et en les liant à la section « Notes et références ».
Francisco de Portella, dit aussi Baron, né le 15 avril 1912 à Lérida (Catalogne) en Espagne et mort en 1944, est un défenseur de la République et résistant, d'abord en Espagne puis en France.

## Ses premiers pas en Espagne
Francisco de Portella est né à Lérida d'une mère baronne. La Guerre civile contraindra sa famille à abandonner ses terres.
En 1935, il devient membre des Républicains Bourgeois qui, alliés au gouvernement du Front populaire (PSOE, PCE, UGT, POUM), bloquent les montées révolutionnaires franquistes de juillet 1936 à mai 1937. Mais, à la suite de la conquête de la Catalogne par le général Franco en mars 1939, de Portella est contraint de fuir l'Espagne (oppression sociale et culturelle, emprisonnements, tortures, exécutions) et fera ainsi partie des 440 000 Républicains à se réfugier en France.

## Du camp à la Résistance
Mais dans plusieurs villes françaises, la police espagnole accompagne la police française et décide des contrôles d'identité et des arrestations. Tout réfugié politique espagnol est considéré comme un ennemi potentiel du régime. Ainsi, un mois après la signature de l'Armistice, douze mille Espagnols avaient déjà été déportés et internés en Allemagne. Comme des milliers de réfugiés espagnols, de Portella se fait interner par les autorités françaises dans le camp de travail de Jersey, duquel il s'évade à l'aide du Réseau Robur, puis rejoint Saint-Malo où il est pris en charge jusqu'à ce qu'on lui fournisse des papiers lui permettant de quitter la zone militarisée et de rejoindre la Zone libre via Rennes. Cependant, il préfère travailler pour le Réseau Robur, où il se fait appeler Baron, et y forge ses premiers contacts avec la Résistance. Au cours des années 1941 et 1942, Baron est appelé à Bordeaux afin de rejoindre le Réseau Jade-Amicol, où il participe à la protection et à la collecte de renseignements.
Francisco de Portella est arrêté à Bordeaux et déporté le 10 mai 1944 avec un convoi de 800 résistants, dont 14 policiers, dans le camp de transit et d'internement de Compiègne. Il était alors âgé de 32 ans.